# شهرستان گویوان
شهرستان گویوان (به لاتین: Guyuan County) یک منطقهٔ مسکونی در چین است که در جانگجیاکو واقع شده‌است.